# Manuel Barillas
Manuel Barillas, né le 17 janvier 1845 à Quetzaltenango au Guatemala et mort le 15 mars 1907 à Mexico au Mexique, est un homme d'État guatémaltèque. Il est président du Guatemala du 16 mars 1886 au 15 mars 1892.